# (5869) Tanith
(5869) Tanith (1988 VN4) – planetoida z grupy Amora okrążająca Słońce w ciągu 2,44 lat w średniej odległości 1,81 j.a. Odkryta 4 listopada 1988 roku przez Carolyn Shoemaker.